# Anolis schwartzi
Espèce
Synonymes
- Anolis wattsi schwartzi Lazell, 1972
- Ctenonotus schwartzi (Lazell, 1972)

Anolis schwartzi est une espèce de sauriens de la famille des Dactyloidae. 

## Répartition
Cette espèce est endémique du banc de Saint-Eustache. Elle se rencontre à Saint-Christophe, à Niévès et à Saint-Eustache.

## Description
Les mâles mesurent jusqu'à 49 mm et les femelles jusqu'à 43 mm.

## Étymologie
Cette espèce est nommée en l'honneur d'Albert Schwartz.

## Publication originale
- Lazell, 1972 : The anoles (Sauria: Iguanidae) of the lesser Antilles. Bulletin of The Museum of Comparative Zoology, vol. 143, no 1, p. 1-115 (texte intégral).